# Gnophomyia porteri
Gnophomyia porteri is een tweevleugelige uit de familie steltmuggen (Limoniidae). De soort komt voor in het Neotropisch gebied.